# Paraleprodera tonkinensis
Paraleprodera tonkinensis är en skalbaggsart som beskrevs av Stefan von Breuning 1954. Paraleprodera tonkinensis ingår i släktet Paraleprodera och familjen långhorningar. Inga underarter finns listade i Catalogue of Life.